# Makarius I.

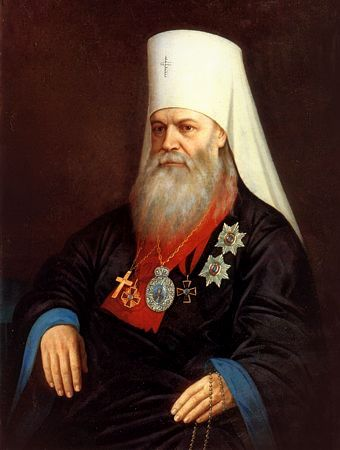
Makarius I.

Makarius I. (russisch Макарий I.; bürgerlich Michail Petrowitsch Bulgakow, russisch Михаил Петрович Булгаков; * 19. Septemberjul. / 1. Oktober 1816greg. in Surkowo, Ujesd Nowy Oskol; † 9. Junijul. / 21. Juni 1882greg. in Moskau) war ein russischer Bischof und Metropolit der Russisch-Orthodoxen Kirche, Kirchenhistoriker und Hochschullehrer.

## Leben
Makarius war sechstes Kind eines armen Landpriesters tatarischer Abstammung, der bereits 1822 starb. Trotz der Not bemühte sich die Mutter um eine Ausbildung der Kinder. Im Alter von 9 Jahren wurde Makarius auf die geistliche Schule in Korotscha geschickt. Er wechselte dann zur Geistlichen Schule der Ujesd Belgorod, die er 1831 abschloss. Es folgte das Studium am Geistlichen Seminar in Kursk mit Abschluss 1837. Anschließend unterrichtete er dort in den jüngeren Klassen (bis 1839).
Makarius studierte darauf an der Geistlichen Akademie Kiew und wurde 1841 zum Magister der Theologie promoviert. Er erhielt 1841 im Februar die Mönchtonsur, im März die Weihe zum Hierodiakon und im Juni die Weihe zum Hieromonachos. 1841–1842 lehrte er an der Geistlichen Akademie Kiew russische Kirchengeschichte und russische Geschichte. 1842 wurde er Assistent des Inspektors der Geistlichen Akademie Sankt Petersburg und 1844 Inspektor (bis 1850). 1843 ernannte ihn der Heiligste Synod zum außerordentlichen Professor der Theologie.
1844 wurde Makarius ordentlicher Professor für Dogmatik der Geistlichen Akademie Sankt Petersburg (bis 1857). Im Dezember 1844 wurde er zum Archimandriten geweiht. Mit seiner Einführung in die orthodoxe Theologie wurde er 1847 zum Doktor der Theologie promoviert. 1850 wurde er Rektor der Geistlichen Akademie Sankt Petersburg. Er erwies sich als fähiger Verwalter und verbesserte die finanzielle Situation der Lehrer und Studenten.
1851 wurde Makarius zum Bischof von Winniza und Vikar von Podolien geweiht, und er wurde Abt des Nikolaiklosters in Schargorod. Er sanierte die Verwaltung der Eparchie. Er leitete die in der Geistlichen Akademie Sankt Petersburg 1853 gegründete Spezialabteilung für den Kampf gegen die Altgläubigen. 1854 erhielt er als Historiker den Demidow-Preis. 1857 wurde er Bischof von Tambow und 1859 Bischof von Charkow. Er war dort Chefredakteur der Zeitschrift Christianskoje Tschtenije und sorgte für die Gründung einer Kirchenbibliothek, die von Klerikern und Laien benutzt werden konnte. Mit seiner aktiven Beteiligung wurde das Kloster des Demetrios von Thessaloniki im Dorf Rjasnoje (Rajon Krasnopillja) gegründet. Die Zahl der öffentlichen Schulen wurde vervierfacht. 1862 wurde er zum Erzbischof erhoben.
1867 stiftete Makarius den Makarius-Preis für Wissenschaft und gemeinnützige Aktivitäten. Von 1918 bis 1996 wurde er Preis nicht vergeben. Seitdem ist er der alle zwei Jahre vergebene Hauptpreis für russische Geschichte und Geschichte der russisch-orthodoxen Kirche.
1868 wurde Makarius Erzbischof von Litauen in Wilna. Während seiner Amtszeit wurden 293 Kirchen gebaut bzw. renoviert. 1879 wurde er durch Kaiserlichen Ukas an den Heiligsten Synod Metropolit von Moskau und Kolomna als Nachfolger von Innokenti Weniaminow und Mitglied des Heiligster Synods. Seine liberalen Ansichten wurden von den konservativen Kirchenführern scharf abgelehnt. Er war Ehrenmitglied der Kaiserlichen Archäologischen Gesellschaft und der Geistlichen Akademie Sankt Petersburg.
Neben seiner kirchlichen Tätigkeit war Makarius ein bedeutender Historiker. Sein Hauptwerk war die zwölfbändige Geschichte der russischen Kirche, die 1883 veröffentlicht wurde. Die Fertigstellung des 13. Bandes war durch seinen Tod verhindert worden. Von seinen theologischen Werken ist die zweibändige Dogmatik am bekanntesten, die 1912 von der Mission der russisch-orthodoxen Kirche in Urmia ins Neusyrische übersetzt wurde.
Makarius wurde in der Gruft der Mariä-Entschlafens-Kathedrale des Dreifaltigkeitsklosters von Sergijew Possad beigesetzt. Sergei Nikolajewitsch Bulgakow war ein entfernter Verwandter.